# Gorillabácsi
A Gorillabácsi (eredeti cím: The Pacifier) 2005-ben bemutatott amerikai családi akció-filmvígjáték, amelyet Thomas Lennon és Robert Ben Garant forgatókönyvéből Adam Shankman rendezett. A főszerepben Vin Diesel látható.
2005 márciusában mutatta be a Walt Disney Pictures. Általánosságban negatív véleményeket kapott a kritikusoktól. Az Amerikai Egyesült Államokban 113, világszerte pedig 198 millió dolláros bevételt ért el, 56 milliós költségvetéssel szemben.

## Cselekmény
Egy tengerészgyalogos – miután nem tudott megvédeni egy fontos kormányzati tudóst – rájön, hogy a tudós családja veszélyben van. Hogy megpróbálja korrigálni a hibáit, szárnyai alá veszi őket. Azonban hamarosan megtapasztalja, hogy gyerekeket felügyelni az eddigi legnehezebb küldetése.

## Szereplők
| Színész               | Szerep                          | Magyar hang      |
| --------------------- | ------------------------------- | ---------------- |
| Vin Diesel            | Shane Wolfe hadnagy             | Gesztesi Károly  |
| Lauren Graham         | Claire Fletcher igazgatónő      | Botos Éva        |
| Faith Ford            | Julie Plummer                   | Ruttkay Laura    |
| Brittany Snow         | Zoe Plummer                     | Dögei Éva        |
| Max Thieriot          | Seth Plummer                    | Stukovszky Tamás |
| Chris Potter          | Bill Fawcett kapitány           | Sztarenki Pál    |
| Carol Kane            | Helga                           | Pálos Zsuzsa     |
| Brad Garrett          | Dwayne Murney igazgatóhelyettes | Kárpáti Tibor    |
| Morgan York           | Lulu Plummer                    | Kántor Kitty     |
| Kegan és Logan Hoover | Peter Plummer                   |                  |

## Filmzene
| 1.    | Everyday Superhero                                                                       | Smash Mouth                                            | 3:28 |
| 2.    | Saturday Night                                                                           | Ozomatli                                               | 3:59 |
| 3.    | We Will Rock You                                                                         | Queen                                                  | 2:01 |
| 4.    | The Anthem                                                                               | Good Charlotte                                         | 2:55 |
| 5.    | Skip to My Lou                                                                           | Larry Groce és Disneyland Children's Sing-Along Chorus | 1:21 |
| 6.    | The Power                                                                                | Snap!                                                  | 3:47 |
| 7.    | Sixteen Going on Seventeen (The Sound of Music)                                          | Daniel Truhitte, Charmian Carr                         | 2:10 |
| 8.    | Climb Ev'ry Mountain (The Sound of Music)                                                | Shirley Bassey                                         | 2:16 |
| 9.    | The Good, the Bad and the Ugly (Instrumental theme song of the movie with the same name) | Bruno Nicolai & Unione Musicisti di Roma               | 2:45 |
| 24:42 |                                                                                          |                                                        |      |

## Lehetséges folytatás
2015 decemberében Vin Diesel azt nyilatkozta, hogy folytatást készítenek a filmhez.

## Fordítás
- Ez a szócikk részben vagy egészben  a   The Pacifier című angol Wikipédia-szócikk fordításán alapul.  Az eredeti cikk szerkesztőit annak laptörténete sorolja fel. Ez a jelzés csupán a megfogalmazás eredetét és a szerzői jogokat jelzi, nem szolgál a cikkben szereplő információk forrásmegjelöléseként.